# Division II i ishockey 1970-71
Division II i ishockey 1970-71 var turneringen for mandlige ishockeyhold i den næstbedste række i det svenske ligasystem. Turneringen havde deltagelse af 80 hold, der spillede om fire oprykningspladser til Division I, og om at undgå 16 nedrykningspladser til Division III.
Holdene var inddelt i fire regioner med 20 hold i hver: nord, øst, vest og syd. I alle fire regioner var holdene inddelt i to puljer med ti hold, og i hver pulje spillede holdene en dobbeltturnering alle-mod-alle. De otte puljevindere gik videre til oprykningsspillet til Division I, og de to dårligste hold i hver pulje blev rykket ned i Division III. I oprykningsspillet blev de otte puljevindere inddelt i to nye puljer med fire hold i hver, som begge spillede en dobbeltturnering alle-mod-alle. I hver af de to puljer var der to oprykningspladser til Division I på spil.
De fire oprykningspladser blev besat af:
- Nacka SK, der vandt Division II Øst B, og som endte på førstepladsen i Oprykningsspil Nord.
- IF Tunabro, der vandt Division II Øst A, og som endte på andenpladsen i Oprykningsspil Nord.
- Surahammars IF, der vandt Division II Vest A, og som endte på førstepladsen i Oprykningsspil Syd.
- IF Karlskoga/Bofors, der vandt Division II Vest B, og som endte på andenpladsen i Oprykningsspil Syd.

## Hold
Division II havde deltagelse af 80 klubber, hvilket var 11 færre end i den foregående sæson. Blandt deltagerne var:
- 3 klubber, der var rykket ned fra Division I: Clemensnäs IF, Nybro IF og Surahammars IF. Derudover var Sandåkerns SK egentlig også rykket ned fra Division I, men klubben fusionerede i løbet af foråret med Umeås anden Division I-klub, IFK Umeå. Resultatet af fusionen blev IF Björklöven, der overtog IFK Umeås plads i Division I.
- 16 klubber, der var rykket op fra Division III: Björbo IF, Fellingsbro IK, Halmstads HK, IFK Arvika, IFK Strömsund, IK Göta, KB 65 HK, Ludvika FFI, Kågedalens AIF, Mörrums GoIS, Nynäshamns IF, Piteå IF, Storviks IF, Vasa HC, Vimmerby IF og Virserums SGF.

Klubberne var inddelt i fire regioner med 20 hold i hver, og i hver region var klubberne inddelt i to puljer med 10 hold i hver pulje. Følgende hold havde skiftet Division II-pulje siden den foregående sæson:
- IF Karlskoga/Bofors var blevet overført fra Division II Syd A til Division II Vest B.
- Boro/Landsbro IF var blevet flyttet fra Division II Syd B til Division II Syd A.

| Hold i Division II 1970-71 | Hold i Division II 1970-71 | Hold i Division II 1970-71 | Hold i Division II 1970-71 | Boden Clemensnäs Rönnskär IFK Kiruna Kiruna AIF Luleå Kågedalen Malmberget Medle Piteå Granö Karlsvik Strömsund Järved KB 65 Sollefteå Teg Tunadal Örnsköldsvik Östersund Björbo Bollnäs Falun Hofors Tunab. Ljusne Malung Skutskär Storvik Strömsbro Almtuna Norrtälje Nynäshamn Väsby Cobran, Göta, Hammarby, Huddinge, Nacka og Traneberg Avesta Enköping Fellingsb. Guldsmedshytte Lindesberg Ludvika Skogsbo Skultuna Surahammar Säter Borås Deje Forshaga Grums Karlskoga Bofors Arvika Munkfors Skövde Tibro Vasa Kenty Boro/ Landsbro Linden Dalen IFK/IKS Nyköping Tranås Vimmerby Virserum Örebro Gislaved Halmstad Troja Malmö Mörrum Nybro Rögle Skillingaryd Tyringe Öster |
| Hold                       | By                         | Hold                       | By                         | Boden Clemensnäs Rönnskär IFK Kiruna Kiruna AIF Luleå Kågedalen Malmberget Medle Piteå Granö Karlsvik Strömsund Järved KB 65 Sollefteå Teg Tunadal Örnsköldsvik Östersund Björbo Bollnäs Falun Hofors Tunab. Ljusne Malung Skutskär Storvik Strömsbro Almtuna Norrtälje Nynäshamn Väsby Cobran, Göta, Hammarby, Huddinge, Nacka og Traneberg Avesta Enköping Fellingsb. Guldsmedshytte Lindesberg Ludvika Skogsbo Skultuna Surahammar Säter Borås Deje Forshaga Grums Karlskoga Bofors Arvika Munkfors Skövde Tibro Vasa Kenty Boro/ Landsbro Linden Dalen IFK/IKS Nyköping Tranås Vimmerby Virserum Örebro Gislaved Halmstad Troja Malmö Mörrum Nybro Rögle Skillingaryd Tyringe Öster |
| Nord                       |                            |                            |                            | Boden Clemensnäs Rönnskär IFK Kiruna Kiruna AIF Luleå Kågedalen Malmberget Medle Piteå Granö Karlsvik Strömsund Järved KB 65 Sollefteå Teg Tunadal Örnsköldsvik Östersund Björbo Bollnäs Falun Hofors Tunab. Ljusne Malung Skutskär Storvik Strömsbro Almtuna Norrtälje Nynäshamn Väsby Cobran, Göta, Hammarby, Huddinge, Nacka og Traneberg Avesta Enköping Fellingsb. Guldsmedshytte Lindesberg Ludvika Skogsbo Skultuna Surahammar Säter Borås Deje Forshaga Grums Karlskoga Bofors Arvika Munkfors Skövde Tibro Vasa Kenty Boro/ Landsbro Linden Dalen IFK/IKS Nyköping Tranås Vimmerby Virserum Örebro Gislaved Halmstad Troja Malmö Mörrum Nybro Rögle Skillingaryd Tyringe Öster |
| Division II Nord A         | Division II Nord A         | Division II Nord B         | Division II Nord B         | Boden Clemensnäs Rönnskär IFK Kiruna Kiruna AIF Luleå Kågedalen Malmberget Medle Piteå Granö Karlsvik Strömsund Järved KB 65 Sollefteå Teg Tunadal Örnsköldsvik Östersund Björbo Bollnäs Falun Hofors Tunab. Ljusne Malung Skutskär Storvik Strömsbro Almtuna Norrtälje Nynäshamn Väsby Cobran, Göta, Hammarby, Huddinge, Nacka og Traneberg Avesta Enköping Fellingsb. Guldsmedshytte Lindesberg Ludvika Skogsbo Skultuna Surahammar Säter Borås Deje Forshaga Grums Karlskoga Bofors Arvika Munkfors Skövde Tibro Vasa Kenty Boro/ Landsbro Linden Dalen IFK/IKS Nyköping Tranås Vimmerby Virserum Örebro Gislaved Halmstad Troja Malmö Mörrum Nybro Rögle Skillingaryd Tyringe Öster |
| Bodens BK                  | Boden                      | Granö IF                   | Granö                      | Boden Clemensnäs Rönnskär IFK Kiruna Kiruna AIF Luleå Kågedalen Malmberget Medle Piteå Granö Karlsvik Strömsund Järved KB 65 Sollefteå Teg Tunadal Örnsköldsvik Östersund Björbo Bollnäs Falun Hofors Tunab. Ljusne Malung Skutskär Storvik Strömsbro Almtuna Norrtälje Nynäshamn Väsby Cobran, Göta, Hammarby, Huddinge, Nacka og Traneberg Avesta Enköping Fellingsb. Guldsmedshytte Lindesberg Ludvika Skogsbo Skultuna Surahammar Säter Borås Deje Forshaga Grums Karlskoga Bofors Arvika Munkfors Skövde Tibro Vasa Kenty Boro/ Landsbro Linden Dalen IFK/IKS Nyköping Tranås Vimmerby Virserum Örebro Gislaved Halmstad Troja Malmö Mörrum Nybro Rögle Skillingaryd Tyringe Öster |
| Clemensnäs IF              | Ursviken                   | IF Karlsvik                | Alnön                      | Boden Clemensnäs Rönnskär IFK Kiruna Kiruna AIF Luleå Kågedalen Malmberget Medle Piteå Granö Karlsvik Strömsund Järved KB 65 Sollefteå Teg Tunadal Örnsköldsvik Östersund Björbo Bollnäs Falun Hofors Tunab. Ljusne Malung Skutskär Storvik Strömsbro Almtuna Norrtälje Nynäshamn Väsby Cobran, Göta, Hammarby, Huddinge, Nacka og Traneberg Avesta Enköping Fellingsb. Guldsmedshytte Lindesberg Ludvika Skogsbo Skultuna Surahammar Säter Borås Deje Forshaga Grums Karlskoga Bofors Arvika Munkfors Skövde Tibro Vasa Kenty Boro/ Landsbro Linden Dalen IFK/IKS Nyköping Tranås Vimmerby Virserum Örebro Gislaved Halmstad Troja Malmö Mörrum Nybro Rögle Skillingaryd Tyringe Öster |
| IFK Kiruna                 | Kiruna                     | IFK Strömsund              | Strömsund                  | Boden Clemensnäs Rönnskär IFK Kiruna Kiruna AIF Luleå Kågedalen Malmberget Medle Piteå Granö Karlsvik Strömsund Järved KB 65 Sollefteå Teg Tunadal Örnsköldsvik Östersund Björbo Bollnäs Falun Hofors Tunab. Ljusne Malung Skutskär Storvik Strömsbro Almtuna Norrtälje Nynäshamn Väsby Cobran, Göta, Hammarby, Huddinge, Nacka og Traneberg Avesta Enköping Fellingsb. Guldsmedshytte Lindesberg Ludvika Skogsbo Skultuna Surahammar Säter Borås Deje Forshaga Grums Karlskoga Bofors Arvika Munkfors Skövde Tibro Vasa Kenty Boro/ Landsbro Linden Dalen IFK/IKS Nyköping Tranås Vimmerby Virserum Örebro Gislaved Halmstad Troja Malmö Mörrum Nybro Rögle Skillingaryd Tyringe Öster |
| IFK Luleå                  | Luleå                      | Järveds IF                 | Örnsköldsvik               | Boden Clemensnäs Rönnskär IFK Kiruna Kiruna AIF Luleå Kågedalen Malmberget Medle Piteå Granö Karlsvik Strömsund Järved KB 65 Sollefteå Teg Tunadal Örnsköldsvik Östersund Björbo Bollnäs Falun Hofors Tunab. Ljusne Malung Skutskär Storvik Strömsbro Almtuna Norrtälje Nynäshamn Väsby Cobran, Göta, Hammarby, Huddinge, Nacka og Traneberg Avesta Enköping Fellingsb. Guldsmedshytte Lindesberg Ludvika Skogsbo Skultuna Surahammar Säter Borås Deje Forshaga Grums Karlskoga Bofors Arvika Munkfors Skövde Tibro Vasa Kenty Boro/ Landsbro Linden Dalen IFK/IKS Nyköping Tranås Vimmerby Virserum Örebro Gislaved Halmstad Troja Malmö Mörrum Nybro Rögle Skillingaryd Tyringe Öster |
| Kiruna AIF                 | Kiruna                     | KB 65 HK                   | Bjästa                     | Boden Clemensnäs Rönnskär IFK Kiruna Kiruna AIF Luleå Kågedalen Malmberget Medle Piteå Granö Karlsvik Strömsund Järved KB 65 Sollefteå Teg Tunadal Örnsköldsvik Östersund Björbo Bollnäs Falun Hofors Tunab. Ljusne Malung Skutskär Storvik Strömsbro Almtuna Norrtälje Nynäshamn Väsby Cobran, Göta, Hammarby, Huddinge, Nacka og Traneberg Avesta Enköping Fellingsb. Guldsmedshytte Lindesberg Ludvika Skogsbo Skultuna Surahammar Säter Borås Deje Forshaga Grums Karlskoga Bofors Arvika Munkfors Skövde Tibro Vasa Kenty Boro/ Landsbro Linden Dalen IFK/IKS Nyköping Tranås Vimmerby Virserum Örebro Gislaved Halmstad Troja Malmö Mörrum Nybro Rögle Skillingaryd Tyringe Öster |
| Kågedalens AIF             | Kåge                       | Sollefteå IK               | Sollefteå                  | Boden Clemensnäs Rönnskär IFK Kiruna Kiruna AIF Luleå Kågedalen Malmberget Medle Piteå Granö Karlsvik Strömsund Järved KB 65 Sollefteå Teg Tunadal Örnsköldsvik Östersund Björbo Bollnäs Falun Hofors Tunab. Ljusne Malung Skutskär Storvik Strömsbro Almtuna Norrtälje Nynäshamn Väsby Cobran, Göta, Hammarby, Huddinge, Nacka og Traneberg Avesta Enköping Fellingsb. Guldsmedshytte Lindesberg Ludvika Skogsbo Skultuna Surahammar Säter Borås Deje Forshaga Grums Karlskoga Bofors Arvika Munkfors Skövde Tibro Vasa Kenty Boro/ Landsbro Linden Dalen IFK/IKS Nyköping Tranås Vimmerby Virserum Örebro Gislaved Halmstad Troja Malmö Mörrum Nybro Rögle Skillingaryd Tyringe Öster |
| Malmbergets AIF            | Malmberget                 | Tegs SK                    | Umeå                       | Boden Clemensnäs Rönnskär IFK Kiruna Kiruna AIF Luleå Kågedalen Malmberget Medle Piteå Granö Karlsvik Strömsund Järved KB 65 Sollefteå Teg Tunadal Örnsköldsvik Östersund Björbo Bollnäs Falun Hofors Tunab. Ljusne Malung Skutskär Storvik Strömsbro Almtuna Norrtälje Nynäshamn Väsby Cobran, Göta, Hammarby, Huddinge, Nacka og Traneberg Avesta Enköping Fellingsb. Guldsmedshytte Lindesberg Ludvika Skogsbo Skultuna Surahammar Säter Borås Deje Forshaga Grums Karlskoga Bofors Arvika Munkfors Skövde Tibro Vasa Kenty Boro/ Landsbro Linden Dalen IFK/IKS Nyköping Tranås Vimmerby Virserum Örebro Gislaved Halmstad Troja Malmö Mörrum Nybro Rögle Skillingaryd Tyringe Öster |
| Medle SK                   | Medle                      | Tunadals IF                | Sundsvall                  | Boden Clemensnäs Rönnskär IFK Kiruna Kiruna AIF Luleå Kågedalen Malmberget Medle Piteå Granö Karlsvik Strömsund Järved KB 65 Sollefteå Teg Tunadal Örnsköldsvik Östersund Björbo Bollnäs Falun Hofors Tunab. Ljusne Malung Skutskär Storvik Strömsbro Almtuna Norrtälje Nynäshamn Väsby Cobran, Göta, Hammarby, Huddinge, Nacka og Traneberg Avesta Enköping Fellingsb. Guldsmedshytte Lindesberg Ludvika Skogsbo Skultuna Surahammar Säter Borås Deje Forshaga Grums Karlskoga Bofors Arvika Munkfors Skövde Tibro Vasa Kenty Boro/ Landsbro Linden Dalen IFK/IKS Nyköping Tranås Vimmerby Virserum Örebro Gislaved Halmstad Troja Malmö Mörrum Nybro Rögle Skillingaryd Tyringe Öster |
| Piteå IF                   | Piteå                      | Örnsköldsviks SK           | Örnsköldsvik               | Boden Clemensnäs Rönnskär IFK Kiruna Kiruna AIF Luleå Kågedalen Malmberget Medle Piteå Granö Karlsvik Strömsund Järved KB 65 Sollefteå Teg Tunadal Örnsköldsvik Östersund Björbo Bollnäs Falun Hofors Tunab. Ljusne Malung Skutskär Storvik Strömsbro Almtuna Norrtälje Nynäshamn Väsby Cobran, Göta, Hammarby, Huddinge, Nacka og Traneberg Avesta Enköping Fellingsb. Guldsmedshytte Lindesberg Ludvika Skogsbo Skultuna Surahammar Säter Borås Deje Forshaga Grums Karlskoga Bofors Arvika Munkfors Skövde Tibro Vasa Kenty Boro/ Landsbro Linden Dalen IFK/IKS Nyköping Tranås Vimmerby Virserum Örebro Gislaved Halmstad Troja Malmö Mörrum Nybro Rögle Skillingaryd Tyringe Öster |
| Rönnskärs IF               | Skelleftehamn              | Östersunds IK              | Östersund                  | Boden Clemensnäs Rönnskär IFK Kiruna Kiruna AIF Luleå Kågedalen Malmberget Medle Piteå Granö Karlsvik Strömsund Järved KB 65 Sollefteå Teg Tunadal Örnsköldsvik Östersund Björbo Bollnäs Falun Hofors Tunab. Ljusne Malung Skutskär Storvik Strömsbro Almtuna Norrtälje Nynäshamn Väsby Cobran, Göta, Hammarby, Huddinge, Nacka og Traneberg Avesta Enköping Fellingsb. Guldsmedshytte Lindesberg Ludvika Skogsbo Skultuna Surahammar Säter Borås Deje Forshaga Grums Karlskoga Bofors Arvika Munkfors Skövde Tibro Vasa Kenty Boro/ Landsbro Linden Dalen IFK/IKS Nyköping Tranås Vimmerby Virserum Örebro Gislaved Halmstad Troja Malmö Mörrum Nybro Rögle Skillingaryd Tyringe Öster |
| Øst                        |                            |                            |                            | Boden Clemensnäs Rönnskär IFK Kiruna Kiruna AIF Luleå Kågedalen Malmberget Medle Piteå Granö Karlsvik Strömsund Järved KB 65 Sollefteå Teg Tunadal Örnsköldsvik Östersund Björbo Bollnäs Falun Hofors Tunab. Ljusne Malung Skutskär Storvik Strömsbro Almtuna Norrtälje Nynäshamn Väsby Cobran, Göta, Hammarby, Huddinge, Nacka og Traneberg Avesta Enköping Fellingsb. Guldsmedshytte Lindesberg Ludvika Skogsbo Skultuna Surahammar Säter Borås Deje Forshaga Grums Karlskoga Bofors Arvika Munkfors Skövde Tibro Vasa Kenty Boro/ Landsbro Linden Dalen IFK/IKS Nyköping Tranås Vimmerby Virserum Örebro Gislaved Halmstad Troja Malmö Mörrum Nybro Rögle Skillingaryd Tyringe Öster |
| Division II Øst A          | Division II Øst A          | Division II Øst B          | Division II Øst B          | Boden Clemensnäs Rönnskär IFK Kiruna Kiruna AIF Luleå Kågedalen Malmberget Medle Piteå Granö Karlsvik Strömsund Järved KB 65 Sollefteå Teg Tunadal Örnsköldsvik Östersund Björbo Bollnäs Falun Hofors Tunab. Ljusne Malung Skutskär Storvik Strömsbro Almtuna Norrtälje Nynäshamn Väsby Cobran, Göta, Hammarby, Huddinge, Nacka og Traneberg Avesta Enköping Fellingsb. Guldsmedshytte Lindesberg Ludvika Skogsbo Skultuna Surahammar Säter Borås Deje Forshaga Grums Karlskoga Bofors Arvika Munkfors Skövde Tibro Vasa Kenty Boro/ Landsbro Linden Dalen IFK/IKS Nyköping Tranås Vimmerby Virserum Örebro Gislaved Halmstad Troja Malmö Mörrum Nybro Rögle Skillingaryd Tyringe Öster |
| Björbo IF                  | Björbo                     | Almtuna IS                 | Uppsala                    | Boden Clemensnäs Rönnskär IFK Kiruna Kiruna AIF Luleå Kågedalen Malmberget Medle Piteå Granö Karlsvik Strömsund Järved KB 65 Sollefteå Teg Tunadal Örnsköldsvik Östersund Björbo Bollnäs Falun Hofors Tunab. Ljusne Malung Skutskär Storvik Strömsbro Almtuna Norrtälje Nynäshamn Väsby Cobran, Göta, Hammarby, Huddinge, Nacka og Traneberg Avesta Enköping Fellingsb. Guldsmedshytte Lindesberg Ludvika Skogsbo Skultuna Surahammar Säter Borås Deje Forshaga Grums Karlskoga Bofors Arvika Munkfors Skövde Tibro Vasa Kenty Boro/ Landsbro Linden Dalen IFK/IKS Nyköping Tranås Vimmerby Virserum Örebro Gislaved Halmstad Troja Malmö Mörrum Nybro Rögle Skillingaryd Tyringe Öster |
| Bollnäs IS                 | Bollnäs                    | Hammarby IF                | Stockholm                  | Boden Clemensnäs Rönnskär IFK Kiruna Kiruna AIF Luleå Kågedalen Malmberget Medle Piteå Granö Karlsvik Strömsund Järved KB 65 Sollefteå Teg Tunadal Örnsköldsvik Östersund Björbo Bollnäs Falun Hofors Tunab. Ljusne Malung Skutskär Storvik Strömsbro Almtuna Norrtälje Nynäshamn Väsby Cobran, Göta, Hammarby, Huddinge, Nacka og Traneberg Avesta Enköping Fellingsb. Guldsmedshytte Lindesberg Ludvika Skogsbo Skultuna Surahammar Säter Borås Deje Forshaga Grums Karlskoga Bofors Arvika Munkfors Skövde Tibro Vasa Kenty Boro/ Landsbro Linden Dalen IFK/IKS Nyköping Tranås Vimmerby Virserum Örebro Gislaved Halmstad Troja Malmö Mörrum Nybro Rögle Skillingaryd Tyringe Öster |
| Falu IF                    | Falun                      | Huddinge IK                | Stockholm                  | Boden Clemensnäs Rönnskär IFK Kiruna Kiruna AIF Luleå Kågedalen Malmberget Medle Piteå Granö Karlsvik Strömsund Järved KB 65 Sollefteå Teg Tunadal Örnsköldsvik Östersund Björbo Bollnäs Falun Hofors Tunab. Ljusne Malung Skutskär Storvik Strömsbro Almtuna Norrtälje Nynäshamn Väsby Cobran, Göta, Hammarby, Huddinge, Nacka og Traneberg Avesta Enköping Fellingsb. Guldsmedshytte Lindesberg Ludvika Skogsbo Skultuna Surahammar Säter Borås Deje Forshaga Grums Karlskoga Bofors Arvika Munkfors Skövde Tibro Vasa Kenty Boro/ Landsbro Linden Dalen IFK/IKS Nyköping Tranås Vimmerby Virserum Örebro Gislaved Halmstad Troja Malmö Mörrum Nybro Rögle Skillingaryd Tyringe Öster |
| Hofors IK                  | Hofors                     | IF Cobran                  | Stockholm                  | Boden Clemensnäs Rönnskär IFK Kiruna Kiruna AIF Luleå Kågedalen Malmberget Medle Piteå Granö Karlsvik Strömsund Järved KB 65 Sollefteå Teg Tunadal Örnsköldsvik Östersund Björbo Bollnäs Falun Hofors Tunab. Ljusne Malung Skutskär Storvik Strömsbro Almtuna Norrtälje Nynäshamn Väsby Cobran, Göta, Hammarby, Huddinge, Nacka og Traneberg Avesta Enköping Fellingsb. Guldsmedshytte Lindesberg Ludvika Skogsbo Skultuna Surahammar Säter Borås Deje Forshaga Grums Karlskoga Bofors Arvika Munkfors Skövde Tibro Vasa Kenty Boro/ Landsbro Linden Dalen IFK/IKS Nyköping Tranås Vimmerby Virserum Örebro Gislaved Halmstad Troja Malmö Mörrum Nybro Rögle Skillingaryd Tyringe Öster |
| IF Tunabro                 | Borlänge                   | IK Göta                    | Stockholm                  | Boden Clemensnäs Rönnskär IFK Kiruna Kiruna AIF Luleå Kågedalen Malmberget Medle Piteå Granö Karlsvik Strömsund Järved KB 65 Sollefteå Teg Tunadal Örnsköldsvik Östersund Björbo Bollnäs Falun Hofors Tunab. Ljusne Malung Skutskär Storvik Strömsbro Almtuna Norrtälje Nynäshamn Väsby Cobran, Göta, Hammarby, Huddinge, Nacka og Traneberg Avesta Enköping Fellingsb. Guldsmedshytte Lindesberg Ludvika Skogsbo Skultuna Surahammar Säter Borås Deje Forshaga Grums Karlskoga Bofors Arvika Munkfors Skövde Tibro Vasa Kenty Boro/ Landsbro Linden Dalen IFK/IKS Nyköping Tranås Vimmerby Virserum Örebro Gislaved Halmstad Troja Malmö Mörrum Nybro Rögle Skillingaryd Tyringe Öster |
| Ljusne AIK                 | Ljusne                     | Nacka SK                   | Stockholm                  | Boden Clemensnäs Rönnskär IFK Kiruna Kiruna AIF Luleå Kågedalen Malmberget Medle Piteå Granö Karlsvik Strömsund Järved KB 65 Sollefteå Teg Tunadal Örnsköldsvik Östersund Björbo Bollnäs Falun Hofors Tunab. Ljusne Malung Skutskär Storvik Strömsbro Almtuna Norrtälje Nynäshamn Väsby Cobran, Göta, Hammarby, Huddinge, Nacka og Traneberg Avesta Enköping Fellingsb. Guldsmedshytte Lindesberg Ludvika Skogsbo Skultuna Surahammar Säter Borås Deje Forshaga Grums Karlskoga Bofors Arvika Munkfors Skövde Tibro Vasa Kenty Boro/ Landsbro Linden Dalen IFK/IKS Nyköping Tranås Vimmerby Virserum Örebro Gislaved Halmstad Troja Malmö Mörrum Nybro Rögle Skillingaryd Tyringe Öster |
| Malungs IF                 | Malung                     | Norrtälje IK               | Norrtälje                  | Boden Clemensnäs Rönnskär IFK Kiruna Kiruna AIF Luleå Kågedalen Malmberget Medle Piteå Granö Karlsvik Strömsund Järved KB 65 Sollefteå Teg Tunadal Örnsköldsvik Östersund Björbo Bollnäs Falun Hofors Tunab. Ljusne Malung Skutskär Storvik Strömsbro Almtuna Norrtälje Nynäshamn Väsby Cobran, Göta, Hammarby, Huddinge, Nacka og Traneberg Avesta Enköping Fellingsb. Guldsmedshytte Lindesberg Ludvika Skogsbo Skultuna Surahammar Säter Borås Deje Forshaga Grums Karlskoga Bofors Arvika Munkfors Skövde Tibro Vasa Kenty Boro/ Landsbro Linden Dalen IFK/IKS Nyköping Tranås Vimmerby Virserum Örebro Gislaved Halmstad Troja Malmö Mörrum Nybro Rögle Skillingaryd Tyringe Öster |
| Skutskärs SK               | Skutskär                   | Nynäshamns IF              | Nynäshamn                  | Boden Clemensnäs Rönnskär IFK Kiruna Kiruna AIF Luleå Kågedalen Malmberget Medle Piteå Granö Karlsvik Strömsund Järved KB 65 Sollefteå Teg Tunadal Örnsköldsvik Östersund Björbo Bollnäs Falun Hofors Tunab. Ljusne Malung Skutskär Storvik Strömsbro Almtuna Norrtälje Nynäshamn Väsby Cobran, Göta, Hammarby, Huddinge, Nacka og Traneberg Avesta Enköping Fellingsb. Guldsmedshytte Lindesberg Ludvika Skogsbo Skultuna Surahammar Säter Borås Deje Forshaga Grums Karlskoga Bofors Arvika Munkfors Skövde Tibro Vasa Kenty Boro/ Landsbro Linden Dalen IFK/IKS Nyköping Tranås Vimmerby Virserum Örebro Gislaved Halmstad Troja Malmö Mörrum Nybro Rögle Skillingaryd Tyringe Öster |
| Storviks IF                | Storvik                    | Tranebergs IF              | Stockholm                  | Boden Clemensnäs Rönnskär IFK Kiruna Kiruna AIF Luleå Kågedalen Malmberget Medle Piteå Granö Karlsvik Strömsund Järved KB 65 Sollefteå Teg Tunadal Örnsköldsvik Östersund Björbo Bollnäs Falun Hofors Tunab. Ljusne Malung Skutskär Storvik Strömsbro Almtuna Norrtälje Nynäshamn Väsby Cobran, Göta, Hammarby, Huddinge, Nacka og Traneberg Avesta Enköping Fellingsb. Guldsmedshytte Lindesberg Ludvika Skogsbo Skultuna Surahammar Säter Borås Deje Forshaga Grums Karlskoga Bofors Arvika Munkfors Skövde Tibro Vasa Kenty Boro/ Landsbro Linden Dalen IFK/IKS Nyköping Tranås Vimmerby Virserum Örebro Gislaved Halmstad Troja Malmö Mörrum Nybro Rögle Skillingaryd Tyringe Öster |
| Strömsbro IF               | Gävle                      | Väsby IK                   | Upplands Väsby             | Boden Clemensnäs Rönnskär IFK Kiruna Kiruna AIF Luleå Kågedalen Malmberget Medle Piteå Granö Karlsvik Strömsund Järved KB 65 Sollefteå Teg Tunadal Örnsköldsvik Östersund Björbo Bollnäs Falun Hofors Tunab. Ljusne Malung Skutskär Storvik Strömsbro Almtuna Norrtälje Nynäshamn Väsby Cobran, Göta, Hammarby, Huddinge, Nacka og Traneberg Avesta Enköping Fellingsb. Guldsmedshytte Lindesberg Ludvika Skogsbo Skultuna Surahammar Säter Borås Deje Forshaga Grums Karlskoga Bofors Arvika Munkfors Skövde Tibro Vasa Kenty Boro/ Landsbro Linden Dalen IFK/IKS Nyköping Tranås Vimmerby Virserum Örebro Gislaved Halmstad Troja Malmö Mörrum Nybro Rögle Skillingaryd Tyringe Öster |
| Vest                       |                            |                            |                            | Boden Clemensnäs Rönnskär IFK Kiruna Kiruna AIF Luleå Kågedalen Malmberget Medle Piteå Granö Karlsvik Strömsund Järved KB 65 Sollefteå Teg Tunadal Örnsköldsvik Östersund Björbo Bollnäs Falun Hofors Tunab. Ljusne Malung Skutskär Storvik Strömsbro Almtuna Norrtälje Nynäshamn Väsby Cobran, Göta, Hammarby, Huddinge, Nacka og Traneberg Avesta Enköping Fellingsb. Guldsmedshytte Lindesberg Ludvika Skogsbo Skultuna Surahammar Säter Borås Deje Forshaga Grums Karlskoga Bofors Arvika Munkfors Skövde Tibro Vasa Kenty Boro/ Landsbro Linden Dalen IFK/IKS Nyköping Tranås Vimmerby Virserum Örebro Gislaved Halmstad Troja Malmö Mörrum Nybro Rögle Skillingaryd Tyringe Öster |
| Division II Vest A         | Division II Vest A         | Division II Vest B         | Division II Vest B         | Boden Clemensnäs Rönnskär IFK Kiruna Kiruna AIF Luleå Kågedalen Malmberget Medle Piteå Granö Karlsvik Strömsund Järved KB 65 Sollefteå Teg Tunadal Örnsköldsvik Östersund Björbo Bollnäs Falun Hofors Tunab. Ljusne Malung Skutskär Storvik Strömsbro Almtuna Norrtälje Nynäshamn Väsby Cobran, Göta, Hammarby, Huddinge, Nacka og Traneberg Avesta Enköping Fellingsb. Guldsmedshytte Lindesberg Ludvika Skogsbo Skultuna Surahammar Säter Borås Deje Forshaga Grums Karlskoga Bofors Arvika Munkfors Skövde Tibro Vasa Kenty Boro/ Landsbro Linden Dalen IFK/IKS Nyköping Tranås Vimmerby Virserum Örebro Gislaved Halmstad Troja Malmö Mörrum Nybro Rögle Skillingaryd Tyringe Öster |
| Avesta BK                  | Avesta                     | Borås HC                   | Borås                      | Boden Clemensnäs Rönnskär IFK Kiruna Kiruna AIF Luleå Kågedalen Malmberget Medle Piteå Granö Karlsvik Strömsund Järved KB 65 Sollefteå Teg Tunadal Örnsköldsvik Östersund Björbo Bollnäs Falun Hofors Tunab. Ljusne Malung Skutskär Storvik Strömsbro Almtuna Norrtälje Nynäshamn Väsby Cobran, Göta, Hammarby, Huddinge, Nacka og Traneberg Avesta Enköping Fellingsb. Guldsmedshytte Lindesberg Ludvika Skogsbo Skultuna Surahammar Säter Borås Deje Forshaga Grums Karlskoga Bofors Arvika Munkfors Skövde Tibro Vasa Kenty Boro/ Landsbro Linden Dalen IFK/IKS Nyköping Tranås Vimmerby Virserum Örebro Gislaved Halmstad Troja Malmö Mörrum Nybro Rögle Skillingaryd Tyringe Öster |
| Enköpings SK               | Enköping                   | Deje IK                    | Deje                       | Boden Clemensnäs Rönnskär IFK Kiruna Kiruna AIF Luleå Kågedalen Malmberget Medle Piteå Granö Karlsvik Strömsund Järved KB 65 Sollefteå Teg Tunadal Örnsköldsvik Östersund Björbo Bollnäs Falun Hofors Tunab. Ljusne Malung Skutskär Storvik Strömsbro Almtuna Norrtälje Nynäshamn Väsby Cobran, Göta, Hammarby, Huddinge, Nacka og Traneberg Avesta Enköping Fellingsb. Guldsmedshytte Lindesberg Ludvika Skogsbo Skultuna Surahammar Säter Borås Deje Forshaga Grums Karlskoga Bofors Arvika Munkfors Skövde Tibro Vasa Kenty Boro/ Landsbro Linden Dalen IFK/IKS Nyköping Tranås Vimmerby Virserum Örebro Gislaved Halmstad Troja Malmö Mörrum Nybro Rögle Skillingaryd Tyringe Öster |
| Fellingsbro IK             | Fellingsbro                | Forshaga IF                | Forshaga                   | Boden Clemensnäs Rönnskär IFK Kiruna Kiruna AIF Luleå Kågedalen Malmberget Medle Piteå Granö Karlsvik Strömsund Järved KB 65 Sollefteå Teg Tunadal Örnsköldsvik Östersund Björbo Bollnäs Falun Hofors Tunab. Ljusne Malung Skutskär Storvik Strömsbro Almtuna Norrtälje Nynäshamn Väsby Cobran, Göta, Hammarby, Huddinge, Nacka og Traneberg Avesta Enköping Fellingsb. Guldsmedshytte Lindesberg Ludvika Skogsbo Skultuna Surahammar Säter Borås Deje Forshaga Grums Karlskoga Bofors Arvika Munkfors Skövde Tibro Vasa Kenty Boro/ Landsbro Linden Dalen IFK/IKS Nyköping Tranås Vimmerby Virserum Örebro Gislaved Halmstad Troja Malmö Mörrum Nybro Rögle Skillingaryd Tyringe Öster |
| Guldsmedshytte SK          | Storå                      | Grums IK                   | Grums                      | Boden Clemensnäs Rönnskär IFK Kiruna Kiruna AIF Luleå Kågedalen Malmberget Medle Piteå Granö Karlsvik Strömsund Järved KB 65 Sollefteå Teg Tunadal Örnsköldsvik Östersund Björbo Bollnäs Falun Hofors Tunab. Ljusne Malung Skutskär Storvik Strömsbro Almtuna Norrtälje Nynäshamn Väsby Cobran, Göta, Hammarby, Huddinge, Nacka og Traneberg Avesta Enköping Fellingsb. Guldsmedshytte Lindesberg Ludvika Skogsbo Skultuna Surahammar Säter Borås Deje Forshaga Grums Karlskoga Bofors Arvika Munkfors Skövde Tibro Vasa Kenty Boro/ Landsbro Linden Dalen IFK/IKS Nyköping Tranås Vimmerby Virserum Örebro Gislaved Halmstad Troja Malmö Mörrum Nybro Rögle Skillingaryd Tyringe Öster |
| IFK Lindesberg             | Lindesberg                 | IF Karlskoga/Bofors        | Karlskoga                  | Boden Clemensnäs Rönnskär IFK Kiruna Kiruna AIF Luleå Kågedalen Malmberget Medle Piteå Granö Karlsvik Strömsund Järved KB 65 Sollefteå Teg Tunadal Örnsköldsvik Östersund Björbo Bollnäs Falun Hofors Tunab. Ljusne Malung Skutskär Storvik Strömsbro Almtuna Norrtälje Nynäshamn Väsby Cobran, Göta, Hammarby, Huddinge, Nacka og Traneberg Avesta Enköping Fellingsb. Guldsmedshytte Lindesberg Ludvika Skogsbo Skultuna Surahammar Säter Borås Deje Forshaga Grums Karlskoga Bofors Arvika Munkfors Skövde Tibro Vasa Kenty Boro/ Landsbro Linden Dalen IFK/IKS Nyköping Tranås Vimmerby Virserum Örebro Gislaved Halmstad Troja Malmö Mörrum Nybro Rögle Skillingaryd Tyringe Öster |
| Ludvika FFI                | Ludvika                    | IFK Arvika                 | Arvika                     | Boden Clemensnäs Rönnskär IFK Kiruna Kiruna AIF Luleå Kågedalen Malmberget Medle Piteå Granö Karlsvik Strömsund Järved KB 65 Sollefteå Teg Tunadal Örnsköldsvik Östersund Björbo Bollnäs Falun Hofors Tunab. Ljusne Malung Skutskär Storvik Strömsbro Almtuna Norrtälje Nynäshamn Väsby Cobran, Göta, Hammarby, Huddinge, Nacka og Traneberg Avesta Enköping Fellingsb. Guldsmedshytte Lindesberg Ludvika Skogsbo Skultuna Surahammar Säter Borås Deje Forshaga Grums Karlskoga Bofors Arvika Munkfors Skövde Tibro Vasa Kenty Boro/ Landsbro Linden Dalen IFK/IKS Nyköping Tranås Vimmerby Virserum Örebro Gislaved Halmstad Troja Malmö Mörrum Nybro Rögle Skillingaryd Tyringe Öster |
| Skogsbo SK                 | Skogsbo                    | IFK Munkfors               | Munkfors                   | Boden Clemensnäs Rönnskär IFK Kiruna Kiruna AIF Luleå Kågedalen Malmberget Medle Piteå Granö Karlsvik Strömsund Järved KB 65 Sollefteå Teg Tunadal Örnsköldsvik Östersund Björbo Bollnäs Falun Hofors Tunab. Ljusne Malung Skutskär Storvik Strömsbro Almtuna Norrtälje Nynäshamn Väsby Cobran, Göta, Hammarby, Huddinge, Nacka og Traneberg Avesta Enköping Fellingsb. Guldsmedshytte Lindesberg Ludvika Skogsbo Skultuna Surahammar Säter Borås Deje Forshaga Grums Karlskoga Bofors Arvika Munkfors Skövde Tibro Vasa Kenty Boro/ Landsbro Linden Dalen IFK/IKS Nyköping Tranås Vimmerby Virserum Örebro Gislaved Halmstad Troja Malmö Mörrum Nybro Rögle Skillingaryd Tyringe Öster |
| Skultuna IS                | Skultuna                   | Skövde IK                  | Skövde                     | Boden Clemensnäs Rönnskär IFK Kiruna Kiruna AIF Luleå Kågedalen Malmberget Medle Piteå Granö Karlsvik Strömsund Järved KB 65 Sollefteå Teg Tunadal Örnsköldsvik Östersund Björbo Bollnäs Falun Hofors Tunab. Ljusne Malung Skutskär Storvik Strömsbro Almtuna Norrtälje Nynäshamn Väsby Cobran, Göta, Hammarby, Huddinge, Nacka og Traneberg Avesta Enköping Fellingsb. Guldsmedshytte Lindesberg Ludvika Skogsbo Skultuna Surahammar Säter Borås Deje Forshaga Grums Karlskoga Bofors Arvika Munkfors Skövde Tibro Vasa Kenty Boro/ Landsbro Linden Dalen IFK/IKS Nyköping Tranås Vimmerby Virserum Örebro Gislaved Halmstad Troja Malmö Mörrum Nybro Rögle Skillingaryd Tyringe Öster |
| Surahammars IF             | Surahammar                 | Tibro IK                   | Tibro                      | Boden Clemensnäs Rönnskär IFK Kiruna Kiruna AIF Luleå Kågedalen Malmberget Medle Piteå Granö Karlsvik Strömsund Järved KB 65 Sollefteå Teg Tunadal Örnsköldsvik Östersund Björbo Bollnäs Falun Hofors Tunab. Ljusne Malung Skutskär Storvik Strömsbro Almtuna Norrtälje Nynäshamn Väsby Cobran, Göta, Hammarby, Huddinge, Nacka og Traneberg Avesta Enköping Fellingsb. Guldsmedshytte Lindesberg Ludvika Skogsbo Skultuna Surahammar Säter Borås Deje Forshaga Grums Karlskoga Bofors Arvika Munkfors Skövde Tibro Vasa Kenty Boro/ Landsbro Linden Dalen IFK/IKS Nyköping Tranås Vimmerby Virserum Örebro Gislaved Halmstad Troja Malmö Mörrum Nybro Rögle Skillingaryd Tyringe Öster |
| Säters IF                  | Säter                      | Vasa HC                    | Göteborg                   | Boden Clemensnäs Rönnskär IFK Kiruna Kiruna AIF Luleå Kågedalen Malmberget Medle Piteå Granö Karlsvik Strömsund Järved KB 65 Sollefteå Teg Tunadal Örnsköldsvik Östersund Björbo Bollnäs Falun Hofors Tunab. Ljusne Malung Skutskär Storvik Strömsbro Almtuna Norrtälje Nynäshamn Väsby Cobran, Göta, Hammarby, Huddinge, Nacka og Traneberg Avesta Enköping Fellingsb. Guldsmedshytte Lindesberg Ludvika Skogsbo Skultuna Surahammar Säter Borås Deje Forshaga Grums Karlskoga Bofors Arvika Munkfors Skövde Tibro Vasa Kenty Boro/ Landsbro Linden Dalen IFK/IKS Nyköping Tranås Vimmerby Virserum Örebro Gislaved Halmstad Troja Malmö Mörrum Nybro Rögle Skillingaryd Tyringe Öster |
| Syd                        |                            |                            |                            | Boden Clemensnäs Rönnskär IFK Kiruna Kiruna AIF Luleå Kågedalen Malmberget Medle Piteå Granö Karlsvik Strömsund Järved KB 65 Sollefteå Teg Tunadal Örnsköldsvik Östersund Björbo Bollnäs Falun Hofors Tunab. Ljusne Malung Skutskär Storvik Strömsbro Almtuna Norrtälje Nynäshamn Väsby Cobran, Göta, Hammarby, Huddinge, Nacka og Traneberg Avesta Enköping Fellingsb. Guldsmedshytte Lindesberg Ludvika Skogsbo Skultuna Surahammar Säter Borås Deje Forshaga Grums Karlskoga Bofors Arvika Munkfors Skövde Tibro Vasa Kenty Boro/ Landsbro Linden Dalen IFK/IKS Nyköping Tranås Vimmerby Virserum Örebro Gislaved Halmstad Troja Malmö Mörrum Nybro Rögle Skillingaryd Tyringe Öster |
| Division II Syd A          | Division II Syd A          | Division II Syd B          | Division II Syd B          | Boden Clemensnäs Rönnskär IFK Kiruna Kiruna AIF Luleå Kågedalen Malmberget Medle Piteå Granö Karlsvik Strömsund Järved KB 65 Sollefteå Teg Tunadal Örnsköldsvik Östersund Björbo Bollnäs Falun Hofors Tunab. Ljusne Malung Skutskär Storvik Strömsbro Almtuna Norrtälje Nynäshamn Väsby Cobran, Göta, Hammarby, Huddinge, Nacka og Traneberg Avesta Enköping Fellingsb. Guldsmedshytte Lindesberg Ludvika Skogsbo Skultuna Surahammar Säter Borås Deje Forshaga Grums Karlskoga Bofors Arvika Munkfors Skövde Tibro Vasa Kenty Boro/ Landsbro Linden Dalen IFK/IKS Nyköping Tranås Vimmerby Virserum Örebro Gislaved Halmstad Troja Malmö Mörrum Nybro Rögle Skillingaryd Tyringe Öster |
| BK Kenty                   | Linköping                  | Gislaveds SK               | Gislaved                   | Boden Clemensnäs Rönnskär IFK Kiruna Kiruna AIF Luleå Kågedalen Malmberget Medle Piteå Granö Karlsvik Strömsund Järved KB 65 Sollefteå Teg Tunadal Örnsköldsvik Östersund Björbo Bollnäs Falun Hofors Tunab. Ljusne Malung Skutskär Storvik Strömsbro Almtuna Norrtälje Nynäshamn Väsby Cobran, Göta, Hammarby, Huddinge, Nacka og Traneberg Avesta Enköping Fellingsb. Guldsmedshytte Lindesberg Ludvika Skogsbo Skultuna Surahammar Säter Borås Deje Forshaga Grums Karlskoga Bofors Arvika Munkfors Skövde Tibro Vasa Kenty Boro/ Landsbro Linden Dalen IFK/IKS Nyköping Tranås Vimmerby Virserum Örebro Gislaved Halmstad Troja Malmö Mörrum Nybro Rögle Skillingaryd Tyringe Öster |
| Boro/Landsbro IF           | Landsbro                   | Halmstads HK               | Halmstad                   | Boden Clemensnäs Rönnskär IFK Kiruna Kiruna AIF Luleå Kågedalen Malmberget Medle Piteå Granö Karlsvik Strömsund Järved KB 65 Sollefteå Teg Tunadal Örnsköldsvik Östersund Björbo Bollnäs Falun Hofors Tunab. Ljusne Malung Skutskär Storvik Strömsbro Almtuna Norrtälje Nynäshamn Väsby Cobran, Göta, Hammarby, Huddinge, Nacka og Traneberg Avesta Enköping Fellingsb. Guldsmedshytte Lindesberg Ludvika Skogsbo Skultuna Surahammar Säter Borås Deje Forshaga Grums Karlskoga Bofors Arvika Munkfors Skövde Tibro Vasa Kenty Boro/ Landsbro Linden Dalen IFK/IKS Nyköping Tranås Vimmerby Virserum Örebro Gislaved Halmstad Troja Malmö Mörrum Nybro Rögle Skillingaryd Tyringe Öster |
| GoIF Linden                | Eskilstuna                 | IF Troja                   | Ljungby                    | Boden Clemensnäs Rönnskär IFK Kiruna Kiruna AIF Luleå Kågedalen Malmberget Medle Piteå Granö Karlsvik Strömsund Järved KB 65 Sollefteå Teg Tunadal Örnsköldsvik Östersund Björbo Bollnäs Falun Hofors Tunab. Ljusne Malung Skutskär Storvik Strömsbro Almtuna Norrtälje Nynäshamn Väsby Cobran, Göta, Hammarby, Huddinge, Nacka og Traneberg Avesta Enköping Fellingsb. Guldsmedshytte Lindesberg Ludvika Skogsbo Skultuna Surahammar Säter Borås Deje Forshaga Grums Karlskoga Bofors Arvika Munkfors Skövde Tibro Vasa Kenty Boro/ Landsbro Linden Dalen IFK/IKS Nyköping Tranås Vimmerby Virserum Örebro Gislaved Halmstad Troja Malmö Mörrum Nybro Rögle Skillingaryd Tyringe Öster |
| HC Dalen                   | Norrahammar                | Malmö FF                   | Malmö                      | Boden Clemensnäs Rönnskär IFK Kiruna Kiruna AIF Luleå Kågedalen Malmberget Medle Piteå Granö Karlsvik Strömsund Järved KB 65 Sollefteå Teg Tunadal Örnsköldsvik Östersund Björbo Bollnäs Falun Hofors Tunab. Ljusne Malung Skutskär Storvik Strömsbro Almtuna Norrtälje Nynäshamn Väsby Cobran, Göta, Hammarby, Huddinge, Nacka og Traneberg Avesta Enköping Fellingsb. Guldsmedshytte Lindesberg Ludvika Skogsbo Skultuna Surahammar Säter Borås Deje Forshaga Grums Karlskoga Bofors Arvika Munkfors Skövde Tibro Vasa Kenty Boro/ Landsbro Linden Dalen IFK/IKS Nyköping Tranås Vimmerby Virserum Örebro Gislaved Halmstad Troja Malmö Mörrum Nybro Rögle Skillingaryd Tyringe Öster |
| IK IFK/IKS                 | Norrköping                 | Mörrums GoIS               | Mörrum                     | Boden Clemensnäs Rönnskär IFK Kiruna Kiruna AIF Luleå Kågedalen Malmberget Medle Piteå Granö Karlsvik Strömsund Järved KB 65 Sollefteå Teg Tunadal Örnsköldsvik Östersund Björbo Bollnäs Falun Hofors Tunab. Ljusne Malung Skutskär Storvik Strömsbro Almtuna Norrtälje Nynäshamn Väsby Cobran, Göta, Hammarby, Huddinge, Nacka og Traneberg Avesta Enköping Fellingsb. Guldsmedshytte Lindesberg Ludvika Skogsbo Skultuna Surahammar Säter Borås Deje Forshaga Grums Karlskoga Bofors Arvika Munkfors Skövde Tibro Vasa Kenty Boro/ Landsbro Linden Dalen IFK/IKS Nyköping Tranås Vimmerby Virserum Örebro Gislaved Halmstad Troja Malmö Mörrum Nybro Rögle Skillingaryd Tyringe Öster |
| Nyköpings BIS              | Nyköping                   | Nybro IF                   | Nybro                      | Boden Clemensnäs Rönnskär IFK Kiruna Kiruna AIF Luleå Kågedalen Malmberget Medle Piteå Granö Karlsvik Strömsund Järved KB 65 Sollefteå Teg Tunadal Örnsköldsvik Östersund Björbo Bollnäs Falun Hofors Tunab. Ljusne Malung Skutskär Storvik Strömsbro Almtuna Norrtälje Nynäshamn Väsby Cobran, Göta, Hammarby, Huddinge, Nacka og Traneberg Avesta Enköping Fellingsb. Guldsmedshytte Lindesberg Ludvika Skogsbo Skultuna Surahammar Säter Borås Deje Forshaga Grums Karlskoga Bofors Arvika Munkfors Skövde Tibro Vasa Kenty Boro/ Landsbro Linden Dalen IFK/IKS Nyköping Tranås Vimmerby Virserum Örebro Gislaved Halmstad Troja Malmö Mörrum Nybro Rögle Skillingaryd Tyringe Öster |
| Tranås AIF                 | Tranås                     | Rögle BK                   | Ängelholm                  | Boden Clemensnäs Rönnskär IFK Kiruna Kiruna AIF Luleå Kågedalen Malmberget Medle Piteå Granö Karlsvik Strömsund Järved KB 65 Sollefteå Teg Tunadal Örnsköldsvik Östersund Björbo Bollnäs Falun Hofors Tunab. Ljusne Malung Skutskär Storvik Strömsbro Almtuna Norrtälje Nynäshamn Väsby Cobran, Göta, Hammarby, Huddinge, Nacka og Traneberg Avesta Enköping Fellingsb. Guldsmedshytte Lindesberg Ludvika Skogsbo Skultuna Surahammar Säter Borås Deje Forshaga Grums Karlskoga Bofors Arvika Munkfors Skövde Tibro Vasa Kenty Boro/ Landsbro Linden Dalen IFK/IKS Nyköping Tranås Vimmerby Virserum Örebro Gislaved Halmstad Troja Malmö Mörrum Nybro Rögle Skillingaryd Tyringe Öster |
| Vimmerby IF                | Vimmerby                   | Skillingaryds IS           | Skillingaryd               | Boden Clemensnäs Rönnskär IFK Kiruna Kiruna AIF Luleå Kågedalen Malmberget Medle Piteå Granö Karlsvik Strömsund Järved KB 65 Sollefteå Teg Tunadal Örnsköldsvik Östersund Björbo Bollnäs Falun Hofors Tunab. Ljusne Malung Skutskär Storvik Strömsbro Almtuna Norrtälje Nynäshamn Väsby Cobran, Göta, Hammarby, Huddinge, Nacka og Traneberg Avesta Enköping Fellingsb. Guldsmedshytte Lindesberg Ludvika Skogsbo Skultuna Surahammar Säter Borås Deje Forshaga Grums Karlskoga Bofors Arvika Munkfors Skövde Tibro Vasa Kenty Boro/ Landsbro Linden Dalen IFK/IKS Nyköping Tranås Vimmerby Virserum Örebro Gislaved Halmstad Troja Malmö Mörrum Nybro Rögle Skillingaryd Tyringe Öster |
| Virserums SGF              | Virserum                   | Tyringe SoSS               | Tyringe                    | Boden Clemensnäs Rönnskär IFK Kiruna Kiruna AIF Luleå Kågedalen Malmberget Medle Piteå Granö Karlsvik Strömsund Järved KB 65 Sollefteå Teg Tunadal Örnsköldsvik Östersund Björbo Bollnäs Falun Hofors Tunab. Ljusne Malung Skutskär Storvik Strömsbro Almtuna Norrtälje Nynäshamn Väsby Cobran, Göta, Hammarby, Huddinge, Nacka og Traneberg Avesta Enköping Fellingsb. Guldsmedshytte Lindesberg Ludvika Skogsbo Skultuna Surahammar Säter Borås Deje Forshaga Grums Karlskoga Bofors Arvika Munkfors Skövde Tibro Vasa Kenty Boro/ Landsbro Linden Dalen IFK/IKS Nyköping Tranås Vimmerby Virserum Örebro Gislaved Halmstad Troja Malmö Mörrum Nybro Rögle Skillingaryd Tyringe Öster |
| Örebro SK                  | Örebro                     | Östers IF                  | Växjö                      | Boden Clemensnäs Rönnskär IFK Kiruna Kiruna AIF Luleå Kågedalen Malmberget Medle Piteå Granö Karlsvik Strömsund Järved KB 65 Sollefteå Teg Tunadal Örnsköldsvik Östersund Björbo Bollnäs Falun Hofors Tunab. Ljusne Malung Skutskär Storvik Strömsbro Almtuna Norrtälje Nynäshamn Väsby Cobran, Göta, Hammarby, Huddinge, Nacka og Traneberg Avesta Enköping Fellingsb. Guldsmedshytte Lindesberg Ludvika Skogsbo Skultuna Surahammar Säter Borås Deje Forshaga Grums Karlskoga Bofors Arvika Munkfors Skövde Tibro Vasa Kenty Boro/ Landsbro Linden Dalen IFK/IKS Nyköping Tranås Vimmerby Virserum Örebro Gislaved Halmstad Troja Malmö Mörrum Nybro Rögle Skillingaryd Tyringe Öster |

## Nord

### Division II Nord A
| \| Nr \| Hold \| K \| V \| U \| T \| Mf \| \| Mi \| +/- \| P \| \| -- \| ------------------ \| -- \| -- \| - \| -- \| --- \| - \| --- \| --- \| ------------------------------------- \| \| 1 \| IFK Kiruna \| 18 \| 13 \| 0 \| 5 \| 97 \| – \| 57 \| +40 \| 26Oprykningsspil \| \| 2 \| Bodens BK \| 18 \| 11 \| 1 \| 6 \| 105 \| – \| 61 \| +44 \| 23 \| \| 3 \| Clemensnäs IF (N) \| 18 \| 11 \| 1 \| 6 \| 78 \| – \| 53 \| +25 \| 23 \| \| 4 \| IFK Luleå \| 18 \| 10 \| 1 \| 7 \| 82 \| – \| 80 \| +2 \| 21 \| \| 5 \| Piteå IF (O) \| 18 \| 9 \| 2 \| 7 \| 76 \| – \| 68 \| +8 \| 20 \| \| 6 \| Kiruna AIF \| 18 \| 9 \| 2 \| 7 \| 77 \| – \| 80 \| −3 \| 20 \| \| 7 \| Rönnskärs IF \| 18 \| 9 \| 1 \| 8 \| 81 \| – \| 63 \| +18 \| 19 \| \| 8 \| Medle SK \| 18 \| 6 \| 0 \| 12 \| 60 \| – \| 91 \| −31 \| 12 \| \| 9 \| Malmbergets AIF \| 18 \| 3 \| 4 \| 11 \| 60 \| – \| 90 \| −30 \| 10Nedrykning til Division III 1971-72 \| \| 10 \| Kågedalens AIF (O) \| 18 \| 2 \| 2 \| 14 \| 51 \| – \| 124 \| −73 \| 6Nedrykning til Division III 1971-72 \| K: Kampe spillet, V: Vundne kampe, U: Uafgjorte kampe, T: Tabte kampe, Mf: Mål for, Mi: Mål imod, +/-: Måldifference, P: Point |                    |    |    |   |    |     |   |     |     |                                       |
| Nr | Hold               | K  | V  | U | T  | Mf  |   | Mi  | +/- | P                                     |
| 1 | IFK Kiruna         | 18 | 13 | 0 | 5  | 97  | – | 57  | +40 | 26Oprykningsspil                      |
| 2 | Bodens BK          | 18 | 11 | 1 | 6  | 105 | – | 61  | +44 | 23                                    |
| 3 | Clemensnäs IF (N)  | 18 | 11 | 1 | 6  | 78  | – | 53  | +25 | 23                                    |
| 4 | IFK Luleå          | 18 | 10 | 1 | 7  | 82  | – | 80  | +2  | 21                                    |
| 5 | Piteå IF (O)       | 18 | 9  | 2 | 7  | 76  | – | 68  | +8  | 20                                    |
| 6 | Kiruna AIF         | 18 | 9  | 2 | 7  | 77  | – | 80  | −3  | 20                                    |
| 7 | Rönnskärs IF       | 18 | 9  | 1 | 8  | 81  | – | 63  | +18 | 19                                    |
| 8 | Medle SK           | 18 | 6  | 0 | 12 | 60  | – | 91  | −31 | 12                                    |
| 9 | Malmbergets AIF    | 18 | 3  | 4 | 11 | 60  | – | 90  | −30 | 10Nedrykning til Division III 1971-72 |
| 10 | Kågedalens AIF (O) | 18 | 2  | 2 | 14 | 51  | – | 124 | −73 | 6Nedrykning til Division III 1971-72  |

### Division II Nord B
| \| Nr \| Hold \| K \| V \| U \| T \| Mf \| \| Mi \| +/- \| P \| \| -- \| ----------------- \| -- \| -- \| - \| -- \| --- \| - \| --- \| --- \| ------------------------------------ \| \| 1 \| Tunadals IF \| 18 \| 14 \| 2 \| 2 \| 91 \| – \| 47 \| +44 \| 30Oprykningsspil \| \| 2 \| Tegs SK \| 18 \| 13 \| 2 \| 3 \| 120 \| – \| 34 \| +86 \| 28 \| \| 3 \| Järveds IF \| 18 \| 12 \| 1 \| 5 \| 69 \| – \| 64 \| +5 \| 25 \| \| 4 \| IF Karlsvik \| 18 \| 9 \| 2 \| 7 \| 79 \| – \| 73 \| +6 \| 20 \| \| 5 \| KB 65 HK (O) \| 18 \| 9 \| 1 \| 8 \| 66 \| – \| 72 \| −6 \| 19 \| \| 6 \| Östersunds IK \| 18 \| 8 \| 1 \| 9 \| 70 \| – \| 64 \| +6 \| 17 \| \| 7 \| Granö IF \| 18 \| 8 \| 1 \| 9 \| 59 \| – \| 72 \| −13 \| 17 \| \| 8 \| Sollefteå IK \| 18 \| 5 \| 1 \| 12 \| 61 \| – \| 74 \| −13 \| 11 \| \| 9 \| Örnsköldsviks SK \| 18 \| 4 \| 1 \| 13 \| 53 \| – \| 84 \| −31 \| 9Nedrykning til Division III 1971-72 \| \| 10 \| IFK Strömsund (O) \| 18 \| 2 \| 0 \| 16 \| 55 \| – \| 139 \| −84 \| 4Nedrykning til Division III 1971-72 \| K: Kampe spillet, V: Vundne kampe, U: Uafgjorte kampe, T: Tabte kampe, Mf: Mål for, Mi: Mål imod, +/-: Måldifference, P: Point |                   |    |    |   |    |     |   |     |     |                                      |
| Nr | Hold              | K  | V  | U | T  | Mf  |   | Mi  | +/- | P                                    |
| 1 | Tunadals IF       | 18 | 14 | 2 | 2  | 91  | – | 47  | +44 | 30Oprykningsspil                     |
| 2 | Tegs SK           | 18 | 13 | 2 | 3  | 120 | – | 34  | +86 | 28                                   |
| 3 | Järveds IF        | 18 | 12 | 1 | 5  | 69  | – | 64  | +5  | 25                                   |
| 4 | IF Karlsvik       | 18 | 9  | 2 | 7  | 79  | – | 73  | +6  | 20                                   |
| 5 | KB 65 HK (O)      | 18 | 9  | 1 | 8  | 66  | – | 72  | −6  | 19                                   |
| 6 | Östersunds IK     | 18 | 8  | 1 | 9  | 70  | – | 64  | +6  | 17                                   |
| 7 | Granö IF          | 18 | 8  | 1 | 9  | 59  | – | 72  | −13 | 17                                   |
| 8 | Sollefteå IK      | 18 | 5  | 1 | 12 | 61  | – | 74  | −13 | 11                                   |
| 9 | Örnsköldsviks SK  | 18 | 4  | 1 | 13 | 53  | – | 84  | −31 | 9Nedrykning til Division III 1971-72 |
| 10 | IFK Strömsund (O) | 18 | 2  | 0 | 16 | 55  | – | 139 | −84 | 4Nedrykning til Division III 1971-72 |

## Øst

### Division II Øst A
| \| Nr \| Hold \| K \| V \| U \| T \| Mf \| \| Mi \| +/- \| P \| \| -- \| --------------- \| -- \| -- \| - \| -- \| --- \| - \| --- \| --- \| ------------------------------------ \| \| 1 \| IF Tunabro \| 18 \| 15 \| 1 \| 2 \| 94 \| – \| 32 \| +62 \| 31Oprykningsspil \| \| 2 \| Falu IF \| 18 \| 13 \| 3 \| 2 \| 85 \| – \| 47 \| +38 \| 29 \| \| 3 \| Strömsbro IF \| 18 \| 11 \| 2 \| 5 \| 110 \| – \| 55 \| +55 \| 24 \| \| 4 \| Bollnäs IS \| 18 \| 10 \| 1 \| 7 \| 71 \| – \| 60 \| +11 \| 21 \| \| 5 \| Hofors IK \| 18 \| 7 \| 4 \| 7 \| 81 \| – \| 67 \| +14 \| 18 \| \| 6 \| Storviks IF (O) \| 18 \| 8 \| 1 \| 9 \| 78 \| – \| 85 \| −7 \| 17 \| \| 7 \| Skutskärs SK \| 18 \| 6 \| 4 \| 8 \| 59 \| – \| 77 \| −18 \| 16 \| \| 8 \| Ljusne AIK \| 18 \| 6 \| 3 \| 9 \| 62 \| – \| 118 \| −56 \| 15 \| \| 9 \| Malungs IF \| 18 \| 4 \| 0 \| 14 \| 56 \| – \| 63 \| −7 \| 8Nedrykning til Division III 1971-72 \| \| 10 \| Björbo IF (O) \| 18 \| 0 \| 1 \| 17 \| 37 \| – \| 129 \| −92 \| 1Nedrykning til Division III 1971-72 \| K: Kampe spillet, V: Vundne kampe, U: Uafgjorte kampe, T: Tabte kampe, Mf: Mål for, Mi: Mål imod, +/-: Måldifference, P: Point |                 |    |    |   |    |     |   |     |     |                                      |
| Nr | Hold            | K  | V  | U | T  | Mf  |   | Mi  | +/- | P                                    |
| 1 | IF Tunabro      | 18 | 15 | 1 | 2  | 94  | – | 32  | +62 | 31Oprykningsspil                     |
| 2 | Falu IF         | 18 | 13 | 3 | 2  | 85  | – | 47  | +38 | 29                                   |
| 3 | Strömsbro IF    | 18 | 11 | 2 | 5  | 110 | – | 55  | +55 | 24                                   |
| 4 | Bollnäs IS      | 18 | 10 | 1 | 7  | 71  | – | 60  | +11 | 21                                   |
| 5 | Hofors IK       | 18 | 7  | 4 | 7  | 81  | – | 67  | +14 | 18                                   |
| 6 | Storviks IF (O) | 18 | 8  | 1 | 9  | 78  | – | 85  | −7  | 17                                   |
| 7 | Skutskärs SK    | 18 | 6  | 4 | 8  | 59  | – | 77  | −18 | 16                                   |
| 8 | Ljusne AIK      | 18 | 6  | 3 | 9  | 62  | – | 118 | −56 | 15                                   |
| 9 | Malungs IF      | 18 | 4  | 0 | 14 | 56  | – | 63  | −7  | 8Nedrykning til Division III 1971-72 |
| 10 | Björbo IF (O)   | 18 | 0  | 1 | 17 | 37  | – | 129 | −92 | 1Nedrykning til Division III 1971-72 |

### Division II Øst B
| \| Nr \| Hold \| K \| V \| U \| T \| Mf \| \| Mi \| +/- \| P \| \| -- \| ----------------- \| -- \| -- \| - \| -- \| --- \| - \| -- \| --- \| ------------------------------------- \| \| 1 \| Nacka SK \| 18 \| 15 \| 1 \| 2 \| 115 \| – \| 53 \| +62 \| 31Oprykningsspil \| \| 2 \| IF Cobran \| 18 \| 9 \| 4 \| 5 \| 73 \| – \| 64 \| +9 \| 22 \| \| 3 \| Huddinge IK \| 18 \| 9 \| 3 \| 6 \| 63 \| – \| 57 \| +6 \| 21 \| \| 4 \| Tranebergs IF \| 18 \| 10 \| 1 \| 7 \| 56 \| – \| 74 \| −18 \| 21 \| \| 5 \| Almtuna IS \| 18 \| 7 \| 6 \| 5 \| 79 \| – \| 60 \| +19 \| 20 \| \| 6 \| IK Göta (O) \| 18 \| 7 \| 2 \| 9 \| 61 \| – \| 72 \| −11 \| 16 \| \| 7 \| Hammarby IF \| 18 \| 7 \| 1 \| 10 \| 74 \| – \| 85 \| −11 \| 15 \| \| 8 \| Väsby IK \| 18 \| 6 \| 2 \| 10 \| 83 \| – \| 80 \| +3 \| 14 \| \| 9 \| Nynäshamns IF (O) \| 18 \| 5 \| 1 \| 12 \| 62 \| – \| 93 \| −31 \| 11Nedrykning til Division III 1971-72 \| \| 10 \| Norrtälje IK \| 18 \| 4 \| 1 \| 13 \| 49 \| – \| 77 \| −28 \| 9Nedrykning til Division III 1971-72 \| K: Kampe spillet, V: Vundne kampe, U: Uafgjorte kampe, T: Tabte kampe, Mf: Mål for, Mi: Mål imod, +/-: Måldifference, P: Point |                   |    |    |   |    |     |   |    |     |                                       |
| Nr | Hold              | K  | V  | U | T  | Mf  |   | Mi | +/- | P                                     |
| 1 | Nacka SK          | 18 | 15 | 1 | 2  | 115 | – | 53 | +62 | 31Oprykningsspil                      |
| 2 | IF Cobran         | 18 | 9  | 4 | 5  | 73  | – | 64 | +9  | 22                                    |
| 3 | Huddinge IK       | 18 | 9  | 3 | 6  | 63  | – | 57 | +6  | 21                                    |
| 4 | Tranebergs IF     | 18 | 10 | 1 | 7  | 56  | – | 74 | −18 | 21                                    |
| 5 | Almtuna IS        | 18 | 7  | 6 | 5  | 79  | – | 60 | +19 | 20                                    |
| 6 | IK Göta (O)       | 18 | 7  | 2 | 9  | 61  | – | 72 | −11 | 16                                    |
| 7 | Hammarby IF       | 18 | 7  | 1 | 10 | 74  | – | 85 | −11 | 15                                    |
| 8 | Väsby IK          | 18 | 6  | 2 | 10 | 83  | – | 80 | +3  | 14                                    |
| 9 | Nynäshamns IF (O) | 18 | 5  | 1 | 12 | 62  | – | 93 | −31 | 11Nedrykning til Division III 1971-72 |
| 10 | Norrtälje IK      | 18 | 4  | 1 | 13 | 49  | – | 77 | −28 | 9Nedrykning til Division III 1971-72  |

## Vest

### Division II Vest A
| \| Nr \| Hold \| K \| V \| U \| T \| Mf \| \| Mi \| +/- \| P \| \| -- \| ------------------ \| -- \| -- \| - \| -- \| --- \| - \| --- \| ---- \| ------------------------------------ \| \| 1 \| Surahammars IF (N) \| 18 \| 17 \| 0 \| 1 \| 143 \| – \| 42 \| +101 \| 34Oprykningsspil \| \| 2 \| Guldsmedshytte SK \| 18 \| 13 \| 2 \| 3 \| 84 \| – \| 60 \| +24 \| 28 \| \| 3 \| Skultuna IS \| 18 \| 11 \| 2 \| 5 \| 77 \| – \| 56 \| +21 \| 24 \| \| 4 \| IFK Lindesberg \| 18 \| 9 \| 1 \| 8 \| 72 \| – \| 65 \| +7 \| 19 \| \| 5 \| Säters IF \| 18 \| 8 \| 2 \| 8 \| 79 \| – \| 82 \| −3 \| 18 \| \| 6 \| Avesta BK \| 18 \| 8 \| 0 \| 10 \| 75 \| – \| 70 \| +5 \| 16 \| \| 7 \| Ludvika FFI (O) \| 18 \| 6 \| 3 \| 9 \| 40 \| – \| 73 \| −33 \| 15 \| \| 8 \| Enköpings SK \| 18 \| 6 \| 2 \| 10 \| 57 \| – \| 69 \| −12 \| 14 \| \| 9 \| Skogsbo SK \| 18 \| 2 \| 4 \| 12 \| 63 \| – \| 106 \| −43 \| 8Nedrykning til Division III 1971-72 \| \| 10 \| Fellingsbro IK (O) \| 18 \| 2 \| 0 \| 16 \| 43 \| – \| 110 \| −67 \| 4Nedrykning til Division III 1971-72 \| K: Kampe spillet, V: Vundne kampe, U: Uafgjorte kampe, T: Tabte kampe, Mf: Mål for, Mi: Mål imod, +/-: Måldifference, P: Point |                    |    |    |   |    |     |   |     |      |                                      |
| Nr | Hold               | K  | V  | U | T  | Mf  |   | Mi  | +/-  | P                                    |
| 1 | Surahammars IF (N) | 18 | 17 | 0 | 1  | 143 | – | 42  | +101 | 34Oprykningsspil                     |
| 2 | Guldsmedshytte SK  | 18 | 13 | 2 | 3  | 84  | – | 60  | +24  | 28                                   |
| 3 | Skultuna IS        | 18 | 11 | 2 | 5  | 77  | – | 56  | +21  | 24                                   |
| 4 | IFK Lindesberg     | 18 | 9  | 1 | 8  | 72  | – | 65  | +7   | 19                                   |
| 5 | Säters IF          | 18 | 8  | 2 | 8  | 79  | – | 82  | −3   | 18                                   |
| 6 | Avesta BK          | 18 | 8  | 0 | 10 | 75  | – | 70  | +5   | 16                                   |
| 7 | Ludvika FFI (O)    | 18 | 6  | 3 | 9  | 40  | – | 73  | −33  | 15                                   |
| 8 | Enköpings SK       | 18 | 6  | 2 | 10 | 57  | – | 69  | −12  | 14                                   |
| 9 | Skogsbo SK         | 18 | 2  | 4 | 12 | 63  | – | 106 | −43  | 8Nedrykning til Division III 1971-72 |
| 10 | Fellingsbro IK (O) | 18 | 2  | 0 | 16 | 43  | – | 110 | −67  | 4Nedrykning til Division III 1971-72 |

### Division II Vest B
| \| Nr \| Hold \| K \| V \| U \| T \| Mf \| \| Mi \| +/- \| P \| \| -- \| ------------------- \| -- \| -- \| - \| -- \| --- \| - \| --- \| ---- \| ------------------------------------- \| \| 1 \| IF Karlskoga/Bofors \| 18 \| 17 \| 1 \| 0 \| 146 \| – \| 32 \| +114 \| 35Oprykningsspil \| \| 2 \| Grums IK \| 18 \| 12 \| 1 \| 5 \| 85 \| – \| 60 \| +25 \| 25 \| \| 3 \| Forshaga IF \| 18 \| 10 \| 2 \| 6 \| 84 \| – \| 68 \| +16 \| 22 \| \| 4 \| Vasa HC (O) \| 18 \| 10 \| 2 \| 6 \| 85 \| – \| 79 \| +6 \| 22 \| \| 5 \| Skövde IK \| 18 \| 10 \| 1 \| 7 \| 81 \| – \| 78 \| +3 \| 21 \| \| 6 \| Tibro IK \| 18 \| 8 \| 0 \| 10 \| 82 \| – \| 95 \| −13 \| 16 \| \| 7 \| Borås HC \| 18 \| 6 \| 1 \| 11 \| 65 \| – \| 78 \| −13 \| 13 \| \| 8 \| Deje IK \| 18 \| 5 \| 2 \| 11 \| 85 \| – \| 130 \| −45 \| 12 \| \| 9 \| IFK Munkfors \| 18 \| 5 \| 1 \| 12 \| 69 \| – \| 91 \| −22 \| 11Nedrykning til Division III 1971-72 \| \| 10 \| IFK Arvika (O) \| 18 \| 1 \| 1 \| 16 \| 42 \| – \| 113 \| −71 \| 3Nedrykning til Division III 1971-72 \| K: Kampe spillet, V: Vundne kampe, U: Uafgjorte kampe, T: Tabte kampe, Mf: Mål for, Mi: Mål imod, +/-: Måldifference, P: Point |                     |    |    |   |    |     |   |     |      |                                       |
| Nr | Hold                | K  | V  | U | T  | Mf  |   | Mi  | +/-  | P                                     |
| 1 | IF Karlskoga/Bofors | 18 | 17 | 1 | 0  | 146 | – | 32  | +114 | 35Oprykningsspil                      |
| 2 | Grums IK            | 18 | 12 | 1 | 5  | 85  | – | 60  | +25  | 25                                    |
| 3 | Forshaga IF         | 18 | 10 | 2 | 6  | 84  | – | 68  | +16  | 22                                    |
| 4 | Vasa HC (O)         | 18 | 10 | 2 | 6  | 85  | – | 79  | +6   | 22                                    |
| 5 | Skövde IK           | 18 | 10 | 1 | 7  | 81  | – | 78  | +3   | 21                                    |
| 6 | Tibro IK            | 18 | 8  | 0 | 10 | 82  | – | 95  | −13  | 16                                    |
| 7 | Borås HC            | 18 | 6  | 1 | 11 | 65  | – | 78  | −13  | 13                                    |
| 8 | Deje IK             | 18 | 5  | 2 | 11 | 85  | – | 130 | −45  | 12                                    |
| 9 | IFK Munkfors        | 18 | 5  | 1 | 12 | 69  | – | 91  | −22  | 11Nedrykning til Division III 1971-72 |
| 10 | IFK Arvika (O)      | 18 | 1  | 1 | 16 | 42  | – | 113 | −71  | 3Nedrykning til Division III 1971-72  |

## Syd

### Division II Syd A
| \| Nr \| Hold \| K \| V \| U \| T \| Mf \| \| Mi \| +/- \| P \| \| -- \| ----------------- \| -- \| -- \| - \| -- \| --- \| - \| --- \| --- \| ------------------------------------- \| \| 1 \| Örebro SK \| 18 \| 16 \| 0 \| 2 \| 124 \| – \| 47 \| +77 \| 32Oprykningsspil \| \| 2 \| IK IFK/IKS \| 18 \| 15 \| 1 \| 2 \| 116 \| – \| 52 \| +64 \| 31 \| \| 3 \| BK Kenty \| 18 \| 13 \| 0 \| 5 \| 66 \| – \| 49 \| +17 \| 26 \| \| 4 \| Boro/Landsbro IF \| 18 \| 9 \| 1 \| 8 \| 79 \| – \| 62 \| +17 \| 19 \| \| 5 \| Nyköpings BIS \| 18 \| 8 \| 2 \| 8 \| 72 \| – \| 60 \| +12 \| 18 \| \| 6 \| Tranås AIF \| 18 \| 7 \| 3 \| 8 \| 86 \| – \| 77 \| +9 \| 17 \| \| 7 \| Vimmerby IF (O) \| 18 \| 5 \| 3 \| 10 \| 68 \| – \| 98 \| −30 \| 13 \| \| 8 \| GoIF Linden \| 18 \| 6 \| 1 \| 11 \| 60 \| – \| 110 \| −50 \| 13 \| \| 9 \| HC Dalen \| 18 \| 4 \| 3 \| 11 \| 63 \| – \| 100 \| −37 \| 11Nedrykning til Division III 1971-72 \| \| 10 \| Virserums SGF (O) \| 18 \| 0 \| 0 \| 18 \| 42 \| – \| 121 \| −79 \| 0Nedrykning til Division III 1971-72 \| K: Kampe spillet, V: Vundne kampe, U: Uafgjorte kampe, T: Tabte kampe, Mf: Mål for, Mi: Mål imod, +/-: Måldifference, P: Point |                   |    |    |   |    |     |   |     |     |                                       |
| Nr | Hold              | K  | V  | U | T  | Mf  |   | Mi  | +/- | P                                     |
| 1 | Örebro SK         | 18 | 16 | 0 | 2  | 124 | – | 47  | +77 | 32Oprykningsspil                      |
| 2 | IK IFK/IKS        | 18 | 15 | 1 | 2  | 116 | – | 52  | +64 | 31                                    |
| 3 | BK Kenty          | 18 | 13 | 0 | 5  | 66  | – | 49  | +17 | 26                                    |
| 4 | Boro/Landsbro IF  | 18 | 9  | 1 | 8  | 79  | – | 62  | +17 | 19                                    |
| 5 | Nyköpings BIS     | 18 | 8  | 2 | 8  | 72  | – | 60  | +12 | 18                                    |
| 6 | Tranås AIF        | 18 | 7  | 3 | 8  | 86  | – | 77  | +9  | 17                                    |
| 7 | Vimmerby IF (O)   | 18 | 5  | 3 | 10 | 68  | – | 98  | −30 | 13                                    |
| 8 | GoIF Linden       | 18 | 6  | 1 | 11 | 60  | – | 110 | −50 | 13                                    |
| 9 | HC Dalen          | 18 | 4  | 3 | 11 | 63  | – | 100 | −37 | 11Nedrykning til Division III 1971-72 |
| 10 | Virserums SGF (O) | 18 | 0  | 0 | 18 | 42  | – | 121 | −79 | 0Nedrykning til Division III 1971-72  |

### Division II Syd B
| \| Nr \| Hold \| K \| V \| U \| T \| Mf \| \| Mi \| +/- \| P \| \| -- \| ---------------- \| -- \| -- \| - \| -- \| --- \| - \| --- \| ---- \| ------------------------------------- \| \| 1 \| Nybro IF (N) \| 18 \| 15 \| 1 \| 2 \| 115 \| – \| 43 \| +72 \| 31Oprykningsspil \| \| 2 \| Östers IF \| 18 \| 12 \| 0 \| 6 \| 100 \| – \| 44 \| +56 \| 24 \| \| 3 \| Malmö FF \| 18 \| 10 \| 3 \| 5 \| 89 \| – \| 59 \| +30 \| 23 \| \| 4 \| Tyringe SoSS \| 18 \| 9 \| 2 \| 7 \| 74 \| – \| 65 \| +9 \| 20 \| \| 5 \| Skillingaryds IS \| 18 \| 9 \| 1 \| 8 \| 81 \| – \| 72 \| +9 \| 19 \| \| 6 \| Halmstads HK (O) \| 18 \| 8 \| 1 \| 9 \| 76 \| – \| 88 \| −12 \| 17 \| \| 7 \| Gislaveds SK \| 18 \| 6 \| 4 \| 8 \| 79 \| – \| 69 \| +10 \| 16 \| \| 8 \| IF Troja \| 18 \| 7 \| 2 \| 9 \| 66 \| – \| 80 \| −14 \| 16 \| \| 9 \| Rögle BK \| 18 \| 6 \| 0 \| 12 \| 63 \| – \| 78 \| −15 \| 12Nedrykning til Division III 1971-72 \| \| 10 \| Mörrums GoIS (O) \| 18 \| 1 \| 0 \| 17 \| 36 \| – \| 181 \| −145 \| 2Nedrykning til Division III 1971-72 \| K: Kampe spillet, V: Vundne kampe, U: Uafgjorte kampe, T: Tabte kampe, Mf: Mål for, Mi: Mål imod, +/-: Måldifference, P: Point |                  |    |    |   |    |     |   |     |      |                                       |
| Nr | Hold             | K  | V  | U | T  | Mf  |   | Mi  | +/-  | P                                     |
| 1 | Nybro IF (N)     | 18 | 15 | 1 | 2  | 115 | – | 43  | +72  | 31Oprykningsspil                      |
| 2 | Östers IF        | 18 | 12 | 0 | 6  | 100 | – | 44  | +56  | 24                                    |
| 3 | Malmö FF         | 18 | 10 | 3 | 5  | 89  | – | 59  | +30  | 23                                    |
| 4 | Tyringe SoSS     | 18 | 9  | 2 | 7  | 74  | – | 65  | +9   | 20                                    |
| 5 | Skillingaryds IS | 18 | 9  | 1 | 8  | 81  | – | 72  | +9   | 19                                    |
| 6 | Halmstads HK (O) | 18 | 8  | 1 | 9  | 76  | – | 88  | −12  | 17                                    |
| 7 | Gislaveds SK     | 18 | 6  | 4 | 8  | 79  | – | 69  | +10  | 16                                    |
| 8 | IF Troja         | 18 | 7  | 2 | 9  | 66  | – | 80  | −14  | 16                                    |
| 9 | Rögle BK         | 18 | 6  | 0 | 12 | 63  | – | 78  | −15  | 12Nedrykning til Division III 1971-72 |
| 10 | Mörrums GoIS (O) | 18 | 1  | 0 | 17 | 36  | – | 181 | −145 | 2Nedrykning til Division III 1971-72  |

## Oprykningsspil
I oprykningsspillet spillede de otte puljevindere om fire oprykningspladser til Division I. De otte hold blev inddelt i to nye puljer med fire hold i hver, og i hver pulje spillede holdene om to oprykningspladser.

### Nord
Oprykningsspil Nord havde deltagelse af vinderne af grundspilspuljerne i regionerne Nord og Øst. Holdene spillede en dobbeltturnering alle-mod-alle om to oprykningspladser til Division I.
| \| Nr \| Hold \| K \| V \| U \| T \| Mf \| \| Mi \| +/- \| P \| \| -- \| ----------- \| - \| - \| - \| - \| -- \| - \| -- \| --- \| --------------------------------- \| \| 1 \| Nacka SK \| 6 \| 3 \| 2 \| 1 \| 28 \| – \| 17 \| +11 \| 8Oprykning til Division I 1971-72 \| \| 2 \| IF Tunabro \| 6 \| 2 \| 3 \| 1 \| 21 \| – \| 16 \| +5 \| 7Oprykning til Division I 1971-72 \| \| 3 \| IFK Kiruna \| 6 \| 2 \| 2 \| 2 \| 25 \| – \| 20 \| +5 \| 6 \| \| 4 \| Tunadals IF \| 6 \| 1 \| 1 \| 4 \| 14 \| – \| 35 \| −21 \| 3 \| K: Kampe spillet, V: Vundne kampe, U: Uafgjorte kampe, T: Tabte kampe, Mf: Mål for, Mi: Mål imod, +/-: Måldifference, P: Point |             |   |   |   |   |    |   |    |     |                                   |
| Nr | Hold        | K | V | U | T | Mf |   | Mi | +/- | P                                 |
| 1 | Nacka SK    | 6 | 3 | 2 | 1 | 28 | – | 17 | +11 | 8Oprykning til Division I 1971-72 |
| 2 | IF Tunabro  | 6 | 2 | 3 | 1 | 21 | – | 16 | +5  | 7Oprykning til Division I 1971-72 |
| 3 | IFK Kiruna  | 6 | 2 | 2 | 2 | 25 | – | 20 | +5  | 6                                 |
| 4 | Tunadals IF | 6 | 1 | 1 | 4 | 14 | – | 35 | −21 | 3                                 |

| Kampprogram | Kampprogram | Kampprogram | Kampprogram | Kampprogram   |
| Dato        | Hjemmehold  | Udehold     | Resultat    | Perioder      |
| ----------- | ----------- | ----------- | ----------- | ------------- |
| 12. februar | IFK Kiruna  | IF Tunabro  | 5–5         | 2-2, 0-1, 3-2 |
| 12. februar | Nacka SK    | Tunadals IF | 11–11       | 2-0, 5-0, 4-1 |
| 14. februar | IFK Kiruna  | Nacka SK    | 3–2         | 1-1, 1-1, 1-0 |
| 14. februar | IF Tunabro  | Tunadals IF | 4–1         | 3-0, 1-0, 0-1 |
| 19. februar | Tunadals IF | IF Tunabro  | 3–3         | 1-3, 0-0, 2-0 |
| 19. februar | Nacka SK    | IFK Kiruna  | 4–4         | 1-2, 1-0, 2-2 |
| 21. februar | Tunadals IF | IFK Kiruna  | 4–3         | 1-1, 2-1, 1-1 |
| 21. februar | IF Tunabro  | Nacka SK    | 3–3         | 2-1, 1-1, 0-1 |
| 26. februar | IFK Kiruna  | Tunadals IF | 9–1         | 4-0, 3-0, 2-1 |
| 26. februar | Nacka SK    | IF Tunabro  | 3–2         | 0-1, 1-1, 2-0 |
| 28. februar | IF Tunabro  | IFK Kiruna  | 4–1         | 1-1, 0-0, 3-0 |
| 28. februar | Tunadals IF | Nacka SK    | 4–5         | 3-0, 1-3, 0-2 |

### Syd
Oprykningsspil Syd havde deltagelse af vinderne af grundspilspuljerne i regionerne Vest og Syd. Holdene spillede en dobbeltturnering alle-mod-alle om to oprykningspladser til Division I.
| \| Nr \| Hold \| K \| V \| U \| T \| Mf \| \| Mi \| +/- \| P \| \| -- \| ------------------- \| - \| - \| - \| - \| -- \| - \| -- \| --- \| --------------------------------- \| \| 1 \| Surahammars IF (N) \| 6 \| 4 \| 0 \| 2 \| 40 \| – \| 32 \| +8 \| 8Oprykning til Division I 1971-72 \| \| 2 \| IF Karlskoga/Bofors \| 6 \| 3 \| 1 \| 2 \| 34 \| – \| 24 \| +10 \| 7Oprykning til Division I 1971-72 \| \| 3 \| Nybro IF \| 6 \| 2 \| 1 \| 3 \| 23 \| – \| 32 \| −9 \| 5 \| \| 4 \| Örebro SK \| 6 \| 1 \| 2 \| 3 \| 28 \| – \| 37 \| −9 \| 4 \| K: Kampe spillet, V: Vundne kampe, U: Uafgjorte kampe, T: Tabte kampe, Mf: Mål for, Mi: Mål imod, +/-: Måldifference, P: Point |                     |   |   |   |   |    |   |    |     |                                   |
| Nr | Hold                | K | V | U | T | Mf |   | Mi | +/- | P                                 |
| 1 | Surahammars IF (N)  | 6 | 4 | 0 | 2 | 40 | – | 32 | +8  | 8Oprykning til Division I 1971-72 |
| 2 | IF Karlskoga/Bofors | 6 | 3 | 1 | 2 | 34 | – | 24 | +10 | 7Oprykning til Division I 1971-72 |
| 3 | Nybro IF            | 6 | 2 | 1 | 3 | 23 | – | 32 | −9  | 5                                 |
| 4 | Örebro SK           | 6 | 1 | 2 | 3 | 28 | – | 37 | −9  | 4                                 |

| Kampprogram | Kampprogram         | Kampprogram         | Kampprogram | Kampprogram   |
| Dato        | Hjemmehold          | Udehold             | Resultat    | Perioder      |
| ----------- | ------------------- | ------------------- | ----------- | ------------- |
| 12. februar | IF Karlskoga/Bofors | Nybro IF            | 7–1         | 1-1, 3-0, 3-0 |
| 12. februar | Surahammars IF      | Örebro SK           | 10–41       | 0-1, 3-1, 7-2 |
| 14. februar | Örebro SK           | IF Karlskoga/Bofors | 6–6         | 0-3, 3-3, 3-0 |
| 14. februar | Nybro IF            | Surahammars IF      | 8–5         | 3-1, 4-0, 1-4 |
| 19. februar | Surahammars IF      | IF Karlskoga/Bofors | 9–6         | 5-0, 1-4, 3-2 |
| 19. februar | Örebro SK           | Nybro IF            | 3–3         | 2-1, 1-0, 0-2 |
| 21. februar | Nybro IF            | Örebro SK           | 6–3         | 2-1, 2-2, 2-0 |
| 21. februar | IF Karlskoga/Bofors | Surahammars IF      | 2–3         | 1-2, 0-0, 1-1 |
| 26. februar | Nybro IF            | IF Karlskoga/Bofors | 2–7         | 2-3, 0-0, 0-4 |
| 26. februar | Örebro SK           | Surahammars IF      | 9–6         | 1-4, 5-1, 3-1 |
| 28. februar | IF Karlskoga/Bofors | Örebro SK           | 6–3         | 1-0, 1-2, 4-1 |
| 28. februar | Surahammars IF      | Nybro IF            | 7–3         | 1-1, 2-2, 4-0 |